# Chlorops ruginosus
Chlorops ruginosus är en tvåvingeart som beskrevs av Becker 1912. Chlorops ruginosus ingår i släktet Chlorops och familjen fritflugor. Inga underarter finns listade i Catalogue of Life.